# ハイボール万歳!
『ハイボール万歳!』（ハイボールばんざい）は2012年4月2日から2018年3月26日までBS-TBSで放送されたミニ番組。
サントリー（サントリースピリッツ / ビーム サントリー）の一社提供。 
隔週で放送されていた『ハイボール万歳! おうちでハイボール!』についてもこの項目で扱う。

## 概要
俳優の細川茂樹が角ハイボールのある酒場を紹介し、その店の「角ハイボールに合う」一品料理を取り上げ、番組の最後に細川がその回に取り上げた料理について、｢ハイボールに合う｣とコメントするのがお約束となっていた。グルメ評価サイトである『ぐるなび』との連動で放送終了直後に酒場情報を『ぐるなび』の特設ページ上にてアップしている。
2013年2月18日からは塚地武雅（ドランクドラゴン）と遼河はるひが一般家庭を訪問して、家庭料理とハイボールを味わう「おうちでハイボール!」が開始され、酒場紹介と隔週放送になっている。
同年4月29日で細川が降板、5月13日より酒場の紹介はタレントで元プロサッカー選手の武田修宏が引き継いでいる。
2016年4月4日より、武田はジム・ビームハイボールのある酒場を、塚地と遼河は角ハイボールのある酒場を紹介する形にリニューアル。「おうちで～」は終了となった。
同年5月30日以降、武田のジム・ビームハイボールのある酒場のみとなり、塚地と遼河は降板となった。
同年10月10日以降、再び角ハイボールとジム・ビームハイボール両方の酒場を紹介する形に変更（担当は双方とも引き続き武田）。

## 出演者
- 細川茂樹（2012年4月2日 - 2013年4月29日） - 俳優
- 武田修宏（2013年5月13日 - 2018年3月26日） - 元日本代表・サッカー解説者
- 塚地武雅（ドランクドラゴン）、遼河はるひ（2013年2月18日 - 2016年5月23日） （2016年3月28日までは「おうちでハイボール!」担当）

ナレーション
- 樋口智恵子

## スタッフ
- 制作協力：東阪企画
- 制作著作：BS-TBS

## 放送時間
- 月曜日 20:54 - 21:00